# Halo Maud
Maud Nadal (nom de scène Halo Maud), née le 20 juin 1985, est une auteure-compositrice-interprète et guitariste française active depuis le milieu des années 2000 dans différents groupes de rock indépendant avant de faire une carrière solo.

## Biographie

### Formation et débuts
Elle a grandi en Auvergne, avec des parents musiciens autodidactes. Elle apprend la guitare et l'alto. Elle vit à Paris depuis ses 13 ans. Elle a monté son premier projet solo sous le nom de Myra Lee. Elle monte ensuite un groupe nommé Choice Dainties, qui sort un album en 2007. Elle intervient en tant que musicienne et chanteuse dans de nombreux groupes, dont Thousand, Melody's Echo Chamber, Moodoïd et Pond. Ces différentes expériences ont en commun une fusion d'influences pop et de rock psychédélique. Elle est parolière pour deux titres sur  l'album de Christophe Les Vestiges du chaos.

### Carrière en solo
Depuis 2014, elle fait vivre son projet solo sous le nom de Halo Maud. En 2015, le titre À la fin, sorti sur une compilation du label La Souterraine est remarqué. Elle est très influencée musicalement par PJ Harvey et Cat Power, mais également Dominique A ou Brigitte Fontaine. Elle chante majoritairement en français,,,,. Pour son album Je suis une île, elle s'entoure du batteur Stéphane Bellity (Ricky Hollywood), du claviériste Olivier Marguerit (O), du bassiste Vincent Mougel ainsi que du guitariste Benjamin Glibert (Aquaserge). En mars 2024, elle lance l'album bilingue Terres Infinies.

## Discographie

### En solo

#### Halo Maud
- Du pouvoir, 2017
- Je suis une île, LP, Heavenly Recordings, 2018
- Wherever, single, Heavenly Recordings, 2018
- Tu Sais Comme Je Suis, single, Heavenly Recordings, 2018
- Pesnopoïka, single, 2022
- Des Bras, single, Heavenly Recordings, 2022
- Celebrate, 2024

### Dans des groupes

#### Myra Lee
- The Flame in the Eye, 2011

#### Choice Dainties
- Un titre dans Ten Years Of Rock 1999-2009, Naïve, 2009

#### Moodoïd
- De Folie Pure, 7", Entreprise, 2013
- Je Suis La Montagne, 7", Entreprise, 2013
- Les Chemins De Traverse, 7", Entreprise, A+LSO, Sony Music, 2014
- Le Monde Möö, LP, Entreprise, A+LSO, Sony Music, 2014

#### Thousand
- Thousand, 2015

#### Melody's Echo Chamber
- Melody’s Echo Chamber, 2012
- Bon Voyage, 2018

### Participations
- New Pretoria - Jack On The Roof / The Smoke Signal, French Toast, 2012
- Mina Tindle - Parades, Believe Recordings, 2014
- Lidwine - Before Our Lips Are Cold (CD, Album)	Not On Label (Lidwine Self-released), 2014
- O - Trem Azul
- F:Goes - Zonzo (CD, Album), Label A., 2015
- O - Wherever, La Souterraine, 2017
- Marietta, La Carte et Nos Ventre Nus sur l'album La Passagère, Born Bad Records, 2017
- Bon Voyage Organisation - Jungle ? Quelle Jungle ?, Columbia, 2018
- Corridor - Deux Cœurs, 2017
- Lucie Antunes - Iceland sur l'album Sergeï, InFiné / Cry Baby, 2019
- Ricky Hollywood - La guerre Sybil sur l'album Le sens du sens, 2020
- Pond - Song for Agnes, Album 9, 2021
- The Chemical Brothers - For That Beautiful Feeling et Live Again, sur For That Beautiful Feeling, 2023